# Victoria Curzon-Price
Victoria Curzon-Price (* 1942 in Lissabon) ist eine Schweizer Wirtschaftswissenschaftlerin.
Seit 1975 ist sie Mitglied beim International Management Institute (IMI) in Genf. Von 1982 bis 1985 war sie Wirtschaftkorrespondentin bei Radio Suisse Romande, von 2004 bis 2006 Präsidentin der Mont Pelerin Society. Von 1992 bis 2008 unterrichtete sie an der Universität Genf politische Ökonomie. Seit 1984 lehrt sie am Graduate Institute of European Studies. Sie ist Stiftungsrätin des Liberalen Instituts in Zürich und Vorstandsvorsitzende des Institut Libéral in Genf.